# Czesław Kubiak

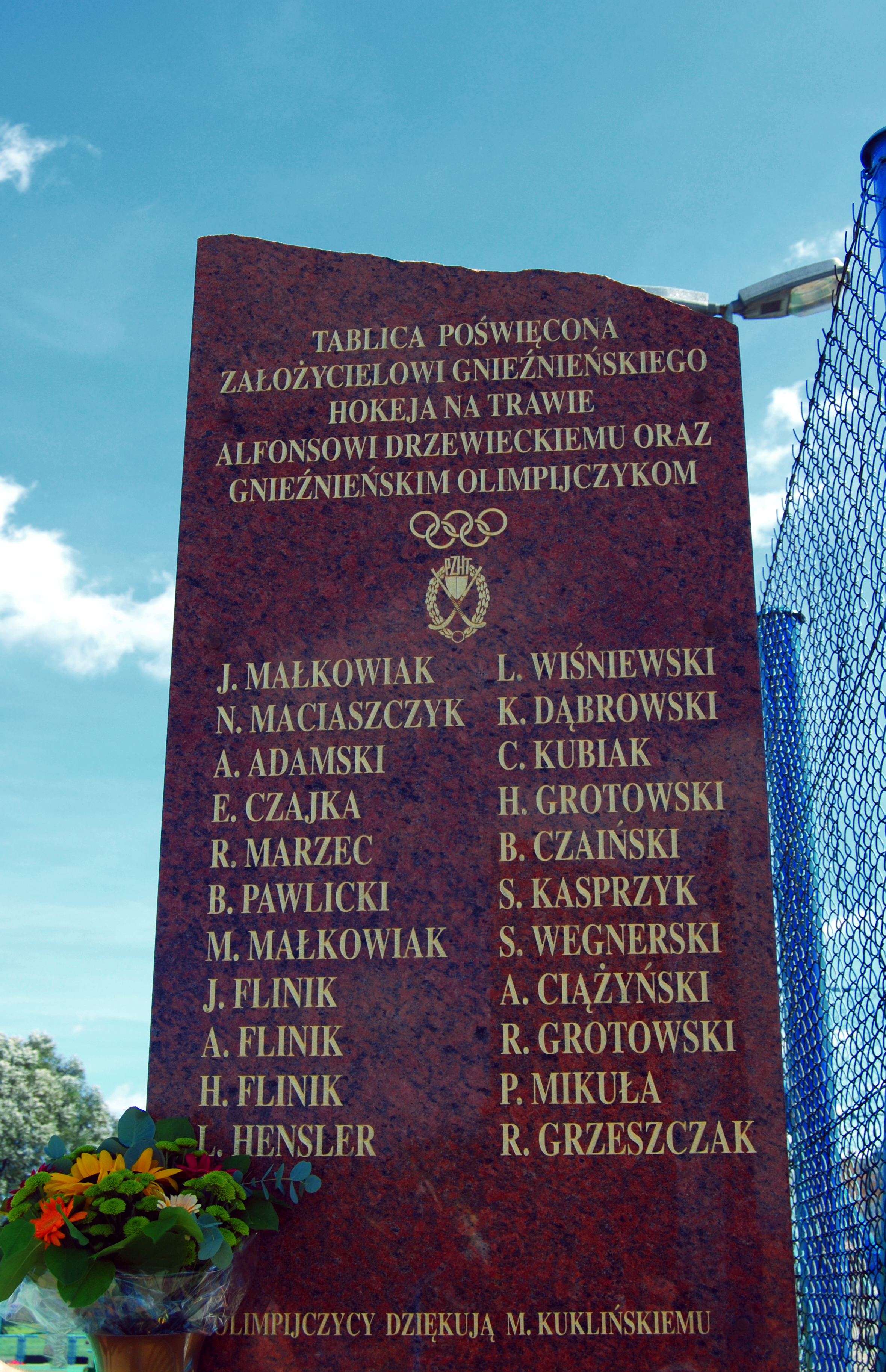
Tablica poświęcona Gnieźnienskim olimpijczykom,wśród nich Czesław Kubiak.

Czesław Kubiak (ur. 25 marca 1932 w Gnieźnie, zm. 11 lipca 1996 w Poznaniu) – polski hokeista na trawie, olimpijczyk.

## Życiorys
Syn Aleksandra i Stanisławy z Wesołowskich, z zawodu był hydraulikiem. Treningi hokejowe rozpoczął w klubie Ogniwo Gniezno, później bronił barw OWKS Wrocław (w czasie odbywania służby wojskowej, mistrz Polski 1954) i OWKS Poznań (od 1957 pod nazwą WKS Grunwald Poznań, mistrz Polski 1955 i 1966). Grał na pozycji środkowego obrońcy.
W latach 1954-1967 wystąpił w 50 meczach zespołu narodowego, strzelając 4 bramki. Uczestniczył w igrzyskach olimpijskich w Rzymie w 1960, na których polski zespół uplasował się na 12. miejscu (po rezygnacji z walki o miejsca 9-12.); Kubiak uczestniczył we wszystkich rozegranym meczach, strzelił bramkę w remisowym spotkaniu z Australią (1:1).
Po zakończeniu kariery zawodniczej (1970) zajmował się pracą trenerską, otrzymał tytuł Mistrza Sportu. Z małżeństwa z Genowefą Kobylczak miał dwóch synów: Leszka i Mariusza, również hokeistę na trawie. Dyscyplinę tę uprawiał ponadto brat Czesława Kazimierz, który wystąpił w 36 meczach zespołu narodowego.
Został pochowany na Cmentarzu Junikowo w Poznaniu.